# Tanycarpa concreta
Tanycarpa concreta är en stekelart som beskrevs av Chen och Wu 1994. Tanycarpa concreta ingår i släktet Tanycarpa och familjen bracksteklar. Inga underarter finns listade i Catalogue of Life.